# Руська єдність
Політична партія «Російська єдність» (Рускоє Єдінство)(рос. Русское единство) — проросійська політична партія, що діяла в Україні з 2008 по 2014 рік.
Партія заборонена в Україні рішенням Окружного адміністративного суду міста Києва від 30 квітня 2014 року.

## Історія

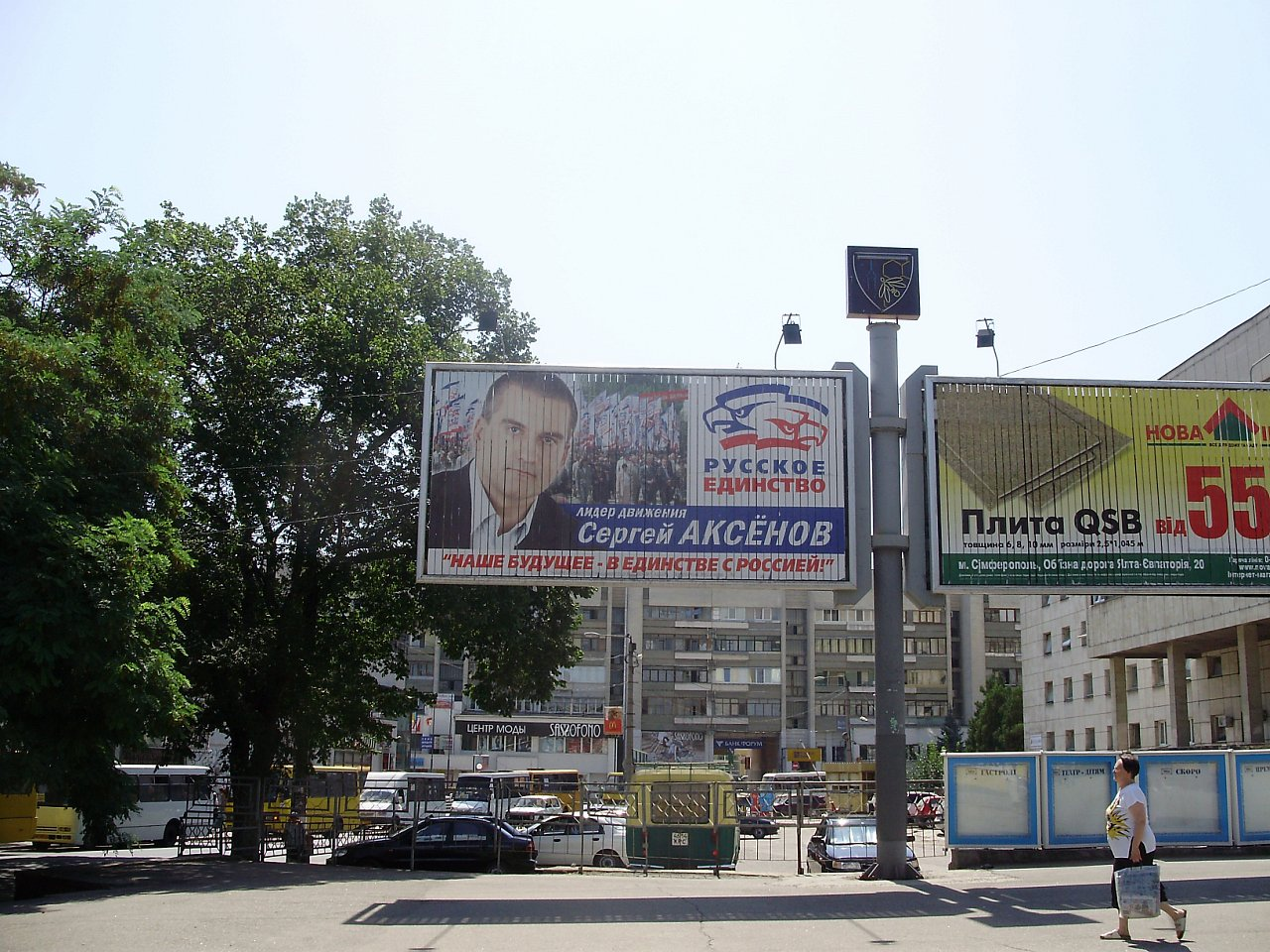
Реклама партії "Російська єдність" в Симферополі 2010 рік.

Партія була заснована в 2008 році в Сімферополі під назвою «Авангард». У серпні 2010 року партія була перейменована в «Руська єдність». Лідером партії з 2008 по 2010 рік був Максим Коваленко, а після ним став Сергій Аксьонов. На виборах у Верховну Раду Криму в 2010 році партія отримала 29 343 голосів (4,02 %), посіла п'яте місце і отримала 3 мандати з 100. Представник партії Костянтин Рубаненко був обраний міським головою Бахчисарая.
На українських парламентських виборах у 2012 році партія брала участь у виборах до 4 виборчих округах. Партія не виграла ні в одному з них і не отримала жодного місця у Верховній Раді. У першому виборчому окрузі (Сімферополь) партія набрала 9,12 % голосів, Другий виборчий округ теж перебував у Сімферополі, тільки там партія набрала 4,12 % голосів, в Бахчисараї партія набрала 2,28 % голосів, а у Феодосії — 4,11 % голосів.
У ході Анексії Криму Росією в 2014 році голова Партії, Сергій Аксьонов, 27 лютого 2014 року був оголошений прем'єр-міністром Автономної Республіки Крим та ініціював проведення референдуму про приєднання до Росії, який пройшов 16 березня 2014. Більшість урядів країн світу, включно з українським, не визнають цей референдум легітимним..

### Заборона партії
Міністерство юстиції України, 23 квітня 2014 року, звернулося в Окружний адміністративний суд міста Києва з проханням заборонити партії «Руський блок» та «Руська єдність». 30 квітня 2014 року Окружний адміністративний суд Києва заборонив діяльність в Україні всеукраїнської партії «Руська Єдність».
11 вересня 2014 року Київський апеляційний окружний адміністративний суд відхилив апеляцію партії «Руська єдність» і залишив у силі рішення суду першої інстанції про заборону її діяльності.

## Ідеологія
Партія дотримувалася проросійської ідеології.
Станом на 2013 рік «Руська єдність» була однією з 14 проросійських партій України.